# Sputnik (album)
Sputnik je peti studijski album virovitičkog rock sastava Vatra, koji je objavljen 2008. godine od izdavačke kuće Dallas Recordsa. Na albumu se nalazi jedanaest skladbi, a njihovi producenti bili su Jura Ferina i Pavle Miholjević. Dvije pjesme, "John Travolta" i "Eskim", prethodno su objavljene kao singlovi.

## Popis pjesama
1. "Zadnja"
2. "Svjetla i Sirene"
3. "John Travolta"
4. "Eskim"
5. "Glava Kojom Ne Razmišljam"
6. "00:50"
7. "Bioritam"
8. "Odbrojavanje"
9. "Dva Akrobata"
10. "Bingo"
11. "Sputnik"

## Izvođači
- Ivan Dečak - Vokal, ritam gitara
- Robert Kelemen - električna gitara
- Boris Gudlin - bas-gitara
- Irena "Cega" Celio - klavijature, prateći vokal
- Mario Robert Kasumović -bubnjevi

### Produkcija
- Producent - Jura Ferina, Pavle Miholjević
- Miks, mastering - Jura Ferina, Pavle Miholjević, Aco Razbornik
- Dizajn - Dr. Filip Filković Philatz
- Fotografija - Mare Milin

## Vanjske poveznice
Službene stranice Vatre - diskografija  Arhivirana inačica izvorne stranice od 25. veljače 2009. (Wayback Machine)